# ریوکو فودا
 ریوکو فودا (انگلیسی: Ryōko Fuda؛ زادهٔ ۲۵ اکتبر ۱۹۸۶) یک تنیس‌باز اهل ژاپن است.